# Tilloclytus cubae
Tilloclytus cubae là một loài bọ cánh cứng trong họ Cerambycidae.